# Fondeadero Hércules
El fondeadero Hércules es un paraje del canal Nelson ubicado a 700 metros frente a la costa este de la isla Vindicación del archipiélago de las Sandwich del Sur, en aguas del mar del Scotia (o mar de las Antillas del Sur).
Se halla al norte de la punta Roquedal y al sur de la punta Conscripto Bernardi. Tiene una profundidad de 20 metros bajo del nivel del mar y está protegido de los vientos.

## Historia y toponimia

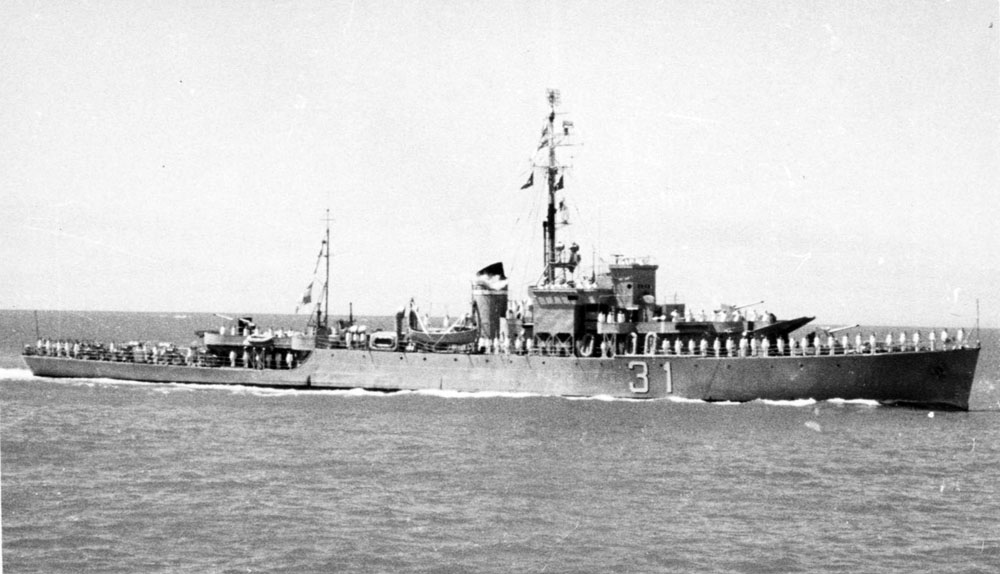
La fragata Hércules hacia los años 1950.

Los primeros desembarcos en la historia de la isla Vindicación fueron realizados en febrero de 1952 por personal de los barcos argentinos ARA Hércules y ARA Sarandí. Estos barcos recorrieron las costas de las Sandwich del Sur como parte de la denominada «Operación Foca» dentro de la campaña antártica argentina de 1951-1952. El fondeadero fue así utilizado por primera vez por la fragata Hércules, tomando su nombre.
La operación tenía como fin explorar y buscar buenos fondeaderos de espera en el archipiélago para estudios ulteriores. Las fragatas debían reconocer las islas «para obtener información sobre probables establecimientos, actividades que desarrollar, habitabilidad y su posible utilización para operaciones aeronavales». También debían erigir dos balizas si fuera posible y dejar testimonio de soberanía y actividades de la Argentina.
Al llegar a la isla Vindicación se desembarcó y se erigió un monolito conmemorativo como símbolo de soberanía argentina. También se labró un acta firmada por todos los tripulantes de la Hércules que estaban en tierra.
La isla nunca fue habitada ni ocupada, y como el resto de las Sandwich del Sur es reclamada por el Reino Unido que la hace parte del territorio británico de ultramar de las Islas Georgias del Sur y Sandwich del Sur, y por la República Argentina, que la hace parte del departamento Islas del Atlántico Sur dentro de la provincia de Tierra del Fuego, Antártida e Islas del Atlántico Sur.